# 생분해성 플라스틱

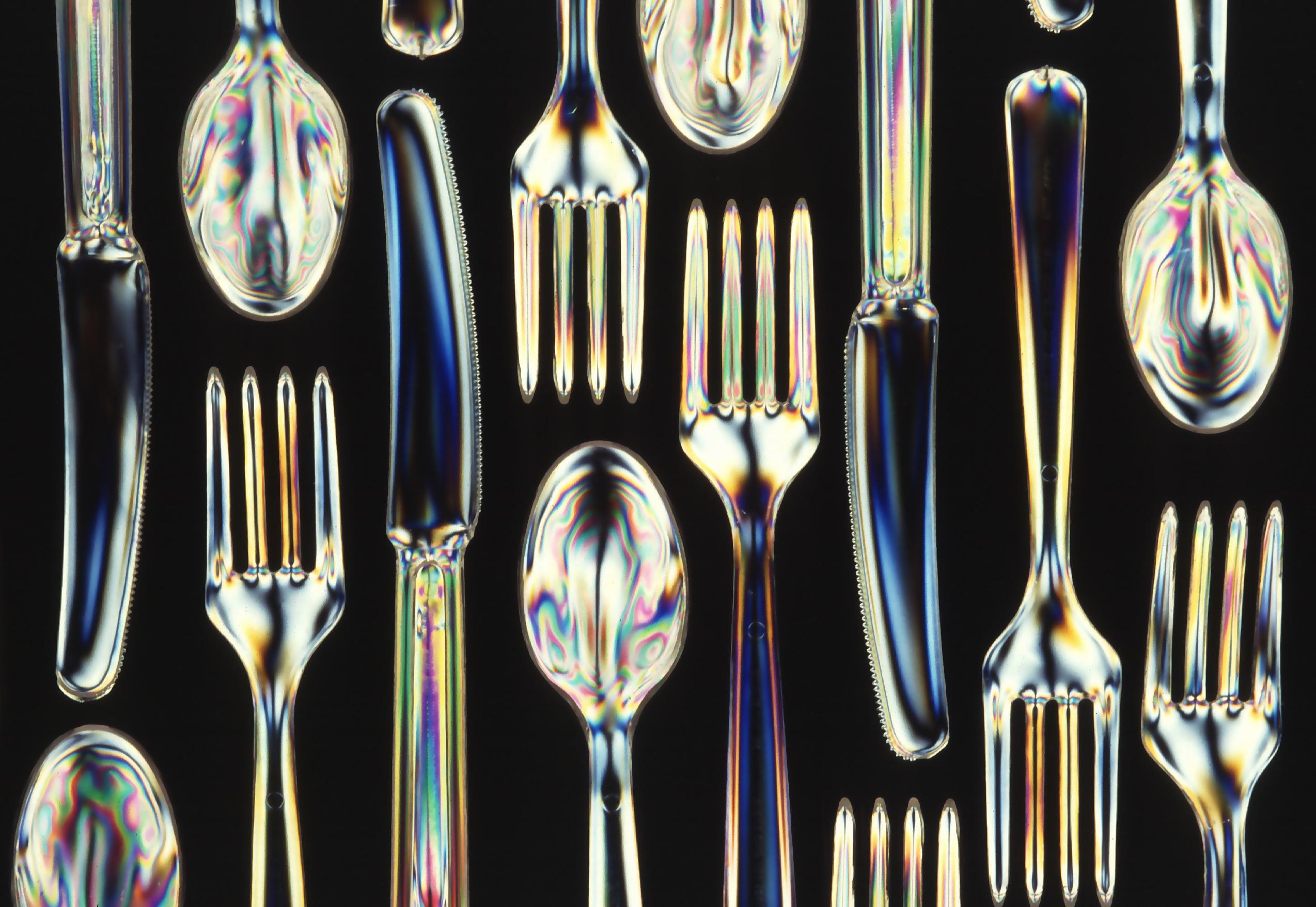
생분해성 플라스틱을 이용하여 만든 식기구.

생분해성 플라스틱(영어: Biodegradable plastic)은 박테리아나 미생물 등 다른 유기 생물체에 의하여 분해될 수 있는 플라스틱을 뜻한다. 생분해성 플라스틱은 이용 후에 화학적 분해가 가능한 이산화 탄소, 질소, 물, 생물유기자원(biomass), 무기 염류 등의 천연 부산물을 내놓는 고분자 종류의 하나이다.
생분해성 플라스틱에는 기본적으로 두 가지의 종류가 있다: 바이오 플라스틱은 재생가능한 원재료로 만들어진 플라스틱이고, 또다른 종류의 플라스틱은 생분해를 향상시키는 생분해성 첨가물이 첨가된 석유화학에서 기인한 플라스틱이다.

## 같이 보기
- 생분해
- 바이오플라스틱
- 셀로판
- 미세 플라스틱
- 비닐봉투